# I Brygada Górska
I Brygada Górska (I BGór.) – oddział piechoty Wojska Polskiego II RP.

## Struktura organizacyjna
Skład przed wyprawą kijowską:
- dowództwo I Brygady Górskiej
- 1 pułk strzelców podhalańskich
- 2 pułk strzelców podhalańskich
- 4/3 pułku strzelców konnych
- I/1 pułku artylerii górskiej

## Dowódcy brygady
- płk Stanisław Wróblewski[2][3]